# Franz Johann von Landsberg zu Erwitte
Franz Johann Ferdinand von Landsberg zu Erwitte (* 26. September 1660; † 18. März 1726 in Münster) war Domherr in Trier, Münster und Osnabrück.

## Leben

### Herkunft und Familie
Franz Johann Ferdinand von Landsberg wuchs als Sohn des Daniel Dietrich von Landsberg zu Erwitte und seiner Gemahlin Jutta Antonette von und zu Leyen und Bongard (1633–1704) zusammen mit seinen Brüdern Franz Anton (1656–1727, Erbdroste), Franz Ferdinand (1657–1726, Domherr in Münster), Franz Dietrich (1659–1727, Domherr und Politiker), Franz Ludolf (1668–1732, Domherr) in der westfälischen Adelsfamilie von Landsberg auf. Nach dem Tode seiner ersten Frau Anna Margarethe von Raitz zu Frentz, die nach der Geburt des Kindes Ferdinand Franz im Wochenbett verstarb, heiratete Daniel Dietrich am 18. März 1646 Anna Katharina von Plettenberg, die bereits am 11. April 1646 verstarb.

### Wirken
Franz Johann erhielt zunächst Privatunterricht in Hildesheim und im Stift Meschede, bevor er in den Jahren 1670 bis 1673 das Jesuitengymnasium Mainz besuchte. Es schloss sich in den Jahren 1676 bis 1678 ein Studium an der Philipps-Universität Marburg an. Mit päpstlichem Zuspruch erhielt er 1682 eine Dompräbende in Münster, nachdem sein Bruder Ferdinand Franz verzichtet hatte. Noch am selben Tage erteilte ihm der Papst eine Provision auf die Dompräbende in Trier. Die Aufschwörung auf die Geschlechter Landsberg, Leyen, Erwitte und Bongart fiel auf den 17. August 1682.
Mit dem Amt des Drosten zu Balve wurde er im Jahre 1685 betraut. Am 7. Mai 1691 wurde er in Osnabrück präbendiert. Seine Wahl zum Dombursar in Münster fiel auf den 26. Juli 1694. 1699 gelangte er in den Besitz des Archidiakonats auf dem Drein und am 12. Februar 1701 erhielt er die Obedienz Schölving. Landsberg war Subdiakon.